# Вузька Балка (острів)
Вузька́ Ба́лка (рос. Узкая Балка) — невеликий острів в затоці Петра Великого Японського моря. Знаходиться за 240 м на схід від острова Руського при вході до бухти Балка. Адміністративно належить до Фрунзенського району Владивостока Приморського краю Росії.

## Географія
Розташований біля берега острова Руського та відокремлює бухту Балка на заході та бухту Паріс на сході. Острів має вузьку видовжену форму, за що і отримав свою назву. В профілі нагадує корпус корабля без мачт. Довжина острова 100 м, ширина від 28 в центрі до 5 м на півночі та 2 м на півдні. З усіх боків його обмежовує 4-6 метровий обрив, який на значній протяжності берега має від'ємний похил завдяки пісковику, що виступає та знаходиться під дією абразії. Поверхня слабко нахилена в бік бухти Паріс і заросла густим покривом з трави та чагарників. Північний край популярний серед птахів.